# Суповский
Суповский — хутор в Тахтамукайском районе Республики Адыгея России. Входит в Энемское городское поселение. Хутор расположен в 3 км к юго-востоку от административного центра поселения посёлка Энема. Название дано по реке Супс.

## История
В 1900 году один помещик продал 300 десятин земли жителям Екатеринодара (ныне Краснодар) и переселенцам из Молдавии, Полтавской, Воронежской и Киевской губерний. Расселение жителей происходило вдоль одной улицы: по гребню холма, вдоль леса и реки Супс, и через несколько лет поселение назвали хутор Суповский.

## Население
| 2002 | 2010 | 2013 | 2014 | 2015 | 2016 | 2017 |
| ---- | ---- | ---- | ---- | ---- | ---- | ---- |
| 502  | ↗508 | ↗554 | ↘552 | ↗553 | ↗560 | ↗563 |
| 2018 | 2019 | 2020 | 2021 | 2023 | 2024 |      |
| ↗576 | ↗582 | ↗584 | ↘513 | ↘512 | ↗529 |      |

По данным Всероссийской переписи населения 2021 года:
| Народ               | Численность, чел. | Доля от всего населения, % |
| ------------------- | ----------------- | -------------------------- |
| русские             | 362               | 70,57 %                    |
| курды               | 57                | 11,11 %                    |
| таджики             | 21                | 4,09 %                     |
| греки               | 20                | 3,90 %                     |
| азербайджанцы       | 17                | 3,31 %                     |
| другие / не указано | 36                | 7,02 %                     |
| всего               | 513               | 100,0 %                    |

## Образование

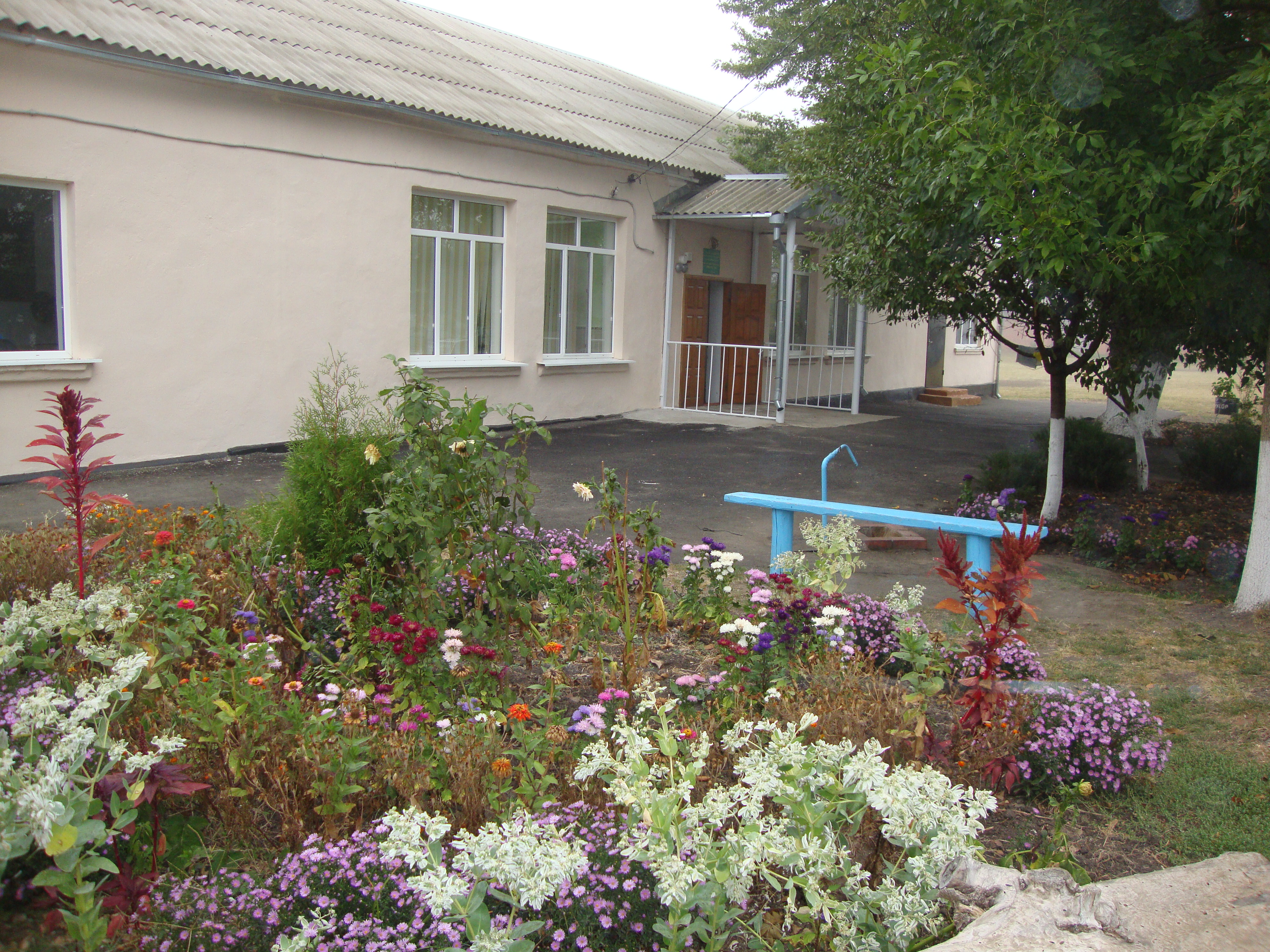
двор школы

- двор школыСредняя общеобразовательная школа №16: в 1905 году Крестьяне-переселенцы на собственные деньги построили двух классное реальное училище, которое стало в 1930-е годы начальной школой, в 1950-е - семилетней, в 1960-е восьмилетней, размещаясь в нескольких зданиях. За период своего существования, школа выпустила более трёхсот учеников.

## Улицы
- Колхозная,
- Ленина,
- Полевая

## Люди, связанные с хутором
- Кардашов, Василий Алексеевич — полный кавалер ордена Славы.